# オークランド・グラマー・スクール

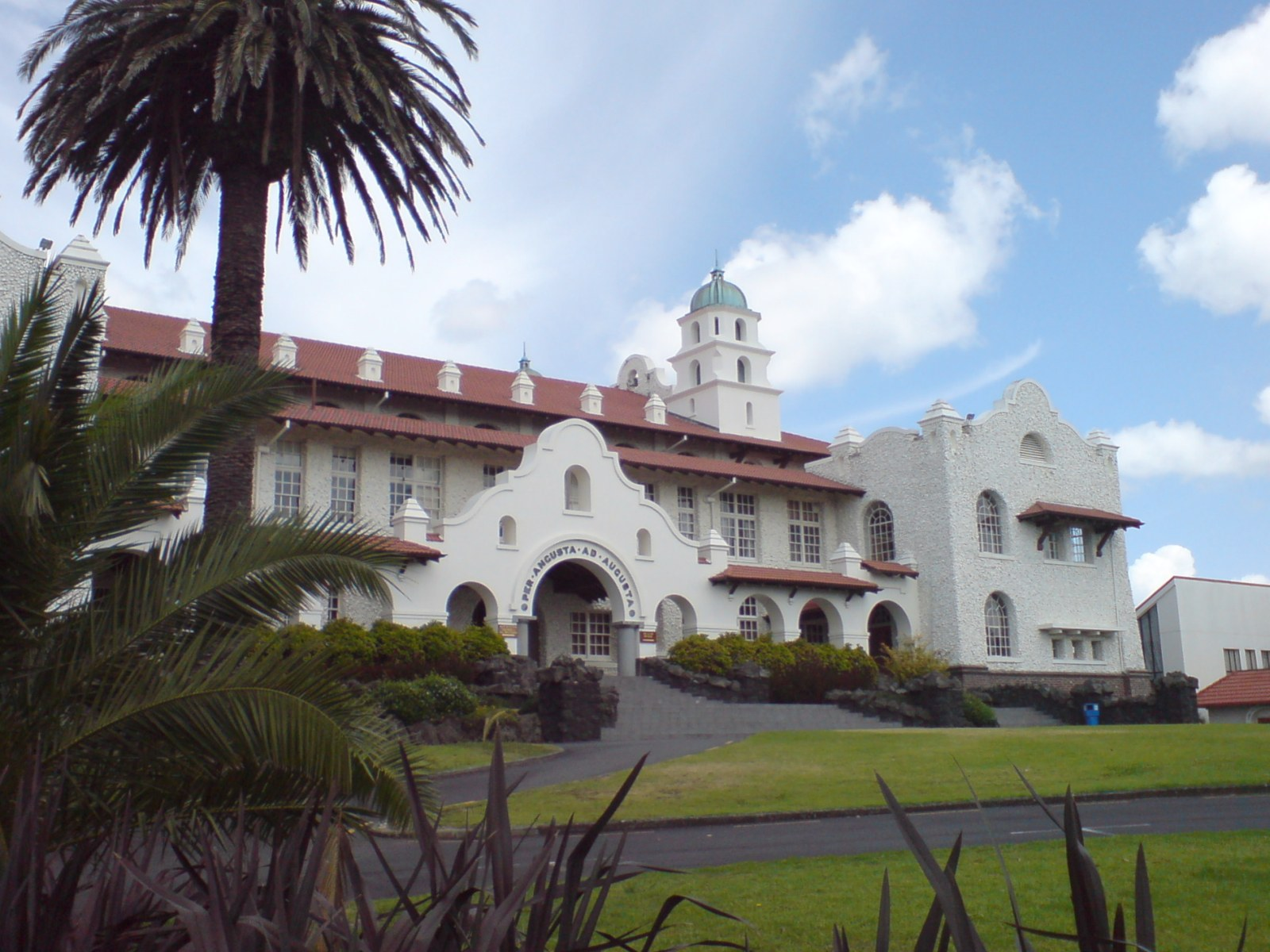
オークランド・グラマー・スクール

オークランド・グラマー・スクール(英: Auckland Grammar School)は、ニュージーランドのオークランドにある男子高校。

## 歴史
- 1869年に開校した。スパニッシュ・ミッション様式の美しい校舎がある。

## 国際交流
国際交流活動として、15年以上にわたって日本のイエズス会経営の上智福岡中学校・高等学校（福岡県）と交換ホームステイを行っている。

## 著名な卒業生
- ラッセル・クロウ(中退)
- エドモンド・ヒラリー
- ロジャー・ダグラス
- グラハム・ヘンリー
- ヴォーン・ジョーンズ
- ハミシュ・カーター
- ダグ・ハウレット
- レネ・ナウファフ